# Sindrom nenadne smrti dojenčka
Sindrom nenadne smrti dojenčka (SNSD), znan tudi smrt v zibelki, je nenadna nepojasnjena smrt otroka v starosti manj kot enega leta. Diagnoza zahteva, da smrt ostane nepojasnjena tudi po temeljiti obdukciji in podrobni raziskavi okolja, v katerem je do smrti prišlo. Do SNSD običajno pride med spanjem. Tipično gre za čas med 00:00 in 09:00. Običajno ni videti znakov boja in tudi ne slišati glasov.
Točen vzrok za SNSD ni znan. Po hipotezi naj bi vzrok za sindrom bila kombinacija dejavnikov, med drugim posebna dovzetnost otroka, določen čas v razvoju in pa stresor iz okolja. Obremenitve iz okolja so med drugim lahko spanje na trebuhu ali boku, pregrevanje in izpostavljenost tobačnemu dimu. Nenamerne zadušitve, kadar otrok spi z drugimi v isti postelji, ali mehki predmeti lahko prav tako igrajo pomembno vlogo. Dodaten dejavnik tveganja je rojstvo pred 39 tedni nosečnosti. SNSD je odgovoren za približno 80 % nenadnih in nepričakovanih smrti pri dojenčkih. Drugi vzroki so okužbe, genetske motnje in težave s srcem. Čeprav je namerno zadušitev mogoče napačno diagnosticirati kot SNSD, je nasilje nad otrokom verjetno odgovorno za manj kot 5 % primerov.
Najučinkoviteje se tveganje za SNSD zmanjša, če se otrok do enega leta daje spat na hrbet. Drugi ukrepi vključujejo trdno žimnico, ločeno od skrbnikov, vendar v njihovi bližini, posteljnino, ki ni razpuščena, relativno hladno spalno okolje, uporabo dude in skrb za to, da otrok ni izpostavljen tobačnemu dimu. Tudi dojenje in cepljenje lahko vplivata preventivno. Ukrepi, katerih nekoristnost je dokazana, so naprave za ugotavljanje položaja in baby monitorji. Za uporabo ventilatorjev ni dovolj dokazov. Pomembna je podpora svojcem žrtve SNSD; smrt dojenčka se dogodi nenadno, brez prič, in pogosto konča s preiskavo.
Pogostnosti SNSD se med razvitimi državami razlikuje tudi za faktor deset, od enega primera na tisoč do enega na deset tisoč. Po svetu je zaradi SNSD leta 2013 prišlo do okoli 15.000 smrti, kar je manj kot 22.000 smrti leta 1990. SNSD je bil leta 2011 tretji najpogostejši vzrok smrti pri otrocih pred prvim letom starosti v ZDA. Je najpogostejši vzrok za smrt med starostjo enega meseca do enega leta. Približno 90 % primerov se zgodi v prvih šestih mesecih starosti, znotraj tega obdobja pa najpogosteje med dvema in štirimi meseci starosti. SNSD je pogostejši pri dečkih kot pa pri deklicah.